# Paroligia
Paroligia is een geslacht van vlinders van de familie Uilen (Noctuidae), uit de onderfamilie Hadeninae.

## Soorten
- P. glaucostigma Hampson, 1894
- P. hastata Moore, 1881
- P. nadgani Hampson, 1891
- P. pallidisca Moore, 1881
- P. ptyophora Hampson, 1908
- P. umbrifera Butler, 1889
- P. vermiculata Snellen, 1880